# Mont Passot
Mont Passot (Malagassisch: Bongo Pisa) is een vulkaan op Nosy Be, een eiland van Madagaskar in de regio Diana. De berg heeft een hoogte van 329 meter boven de zeespiegel, na Mont Lokobe het hoogste punt van het eiland.
De vulkaan is vernoemd naar de Franse kapitein Pierre Passot welke Nosy Be in 1841 annexeerde. De vulkaan ligt in het westen van het eiland en is omringd door verschillende meren, waaronder het grootste meer van Nosy Be, het Amparihibemeer, en het naastgelegen Antsidihymeer.
Vanaf de top zijn het Mitsioarchipel, Nosy Faly, Nosy Komba, Nosy Sakatia, Nosy Tanga, Nosy Ratsy en Nosy Tanikely te zien.